# کوه‌های تارسیس
کوه‌های تارسیس (Tharsis Montes) سه آتشفشان سپری بزرگ در ناحیه تارسیس از سیاره مریخ هستند. این آتشفشان‌ها از شمال به جنوب این‌گونه نامیده می‌شوند: کوه آسکریوس، کوه طاووس و کوه آرسیا هستند.
سه آتشفشان تارسیس بر حسب استانداردهای زمینی بسیار بزرگ هستند، قطر آنها از ۳۷۵ کیلومتر (۲۳۳ مایل) کوه طاووس تا ۴۷۵ کیلومتر (۲۹۵ مایل) کوه آرسیا متغیر است. کوه آسکریوس بلندترین آتشفشان با ارتفاع قله بیش از ۱۸ کیلومتر (۵۹٬۰۰۰ فوت) یا ۱۵ کیلومتر (۴۹٬۰۰۰ فوت) از قاعده تا قله است. برای مقایسه، بلندترین آتشفشان روی زمین، مائونا کیا در هاوایی، حدود ۱۲۰ کیلومتر (۷۵ مایل) عرض دارد و ۹ کیلومتر (۳۰٬۰۰۰ فوت) بالاتر از کف اقیانوس قرار دارد.
آتشفشان‌های تارسیس در نزدیکی استوای مریخ، در امتداد خط‌الرأس یک فلات آتشفشانی وسیع به نام منطقه تارسیس یا برآمدگی تارسیس قرار دارند. ناحیه تارسیس هزاران کیلومتر وسعت دارد و به‌طور متوسط نزدیک به ۱۰ کیلومتر (۳۳٬۰۰۰ فوت) بالاتر از ارتفاع متوسط سیاره است. کوه المپوس، بلندترین کوه شناخته شده در منظومه خورشیدی، در حدود ۱٬۲۰۰ کیلومتر (۷۵۰ مایل) شمال غربی کوه‌های تارسیس و در لبه منطقه تارسیس واقع شده‌است.
کوه‌های تارسیس در سال ۱۹۷۱ توسط فضاپیمای مارینر ۹ کشف شد. آنها جزو معدود ویژگی‌های سطحی بودند که هنگام ورود مداری فضاپیما در طول یک طوفان گرد و غبار جهانی قابل مشاهده بودند. این آتشفشان‌ها که به‌عنوان نقاط کم‌رنگی در میان غبارها ظاهر می‌شدند، به‌طور غیررسمی به نام‌های لکه شمالی، لکه میانی و لکه جنوبی نامگذاری شدند. همچنین یک نقطه چهارم مربوط به عارضه بازتابه‌ای «برف المپوس» قابل مشاهده بوده و بعداً کوه المپوس نامگذاری شد. با فروکش کردن گرد و غبار، مشخص شد که این نقاط قله‌های آتشفشان سپری بسیار بزرگی با کاسه‌های آتشفشانی مرکزی پیچیده (حفره‌های فروریخته) هستند.
سه آتشفشان تارسیس به‌طور مساوی با فاصله حدود ۷۰۰ کیلومتر (۴۳۰ مایل) از قله به قله، در امتدادی از جنوب غرب به شمال شرق قرار گرفته‌اند. بعید است این هم‌ترازی تصادفی باشد. چندین مرکز آتشفشانی کوچکتر در شمال شرق کوه‌های تارسیس در امتداد این خط قرار دارند. این سه آتشفشان، به ویژه کوه آرسیا دارای ویژگی‌های فروریزش و شکاف‌هایی هستند که از آنها فوران‌های کناری صادر شده‌است، که آنها را در همان مسیر شمال شرقی-جنوب غربی قطع می‌کند. این امتداد به وضوح نشان‌دهنده یک ویژگی ساختاری عمده از سیاره است، اما منشأ آن نامشخص است.

## نگاره‌ها

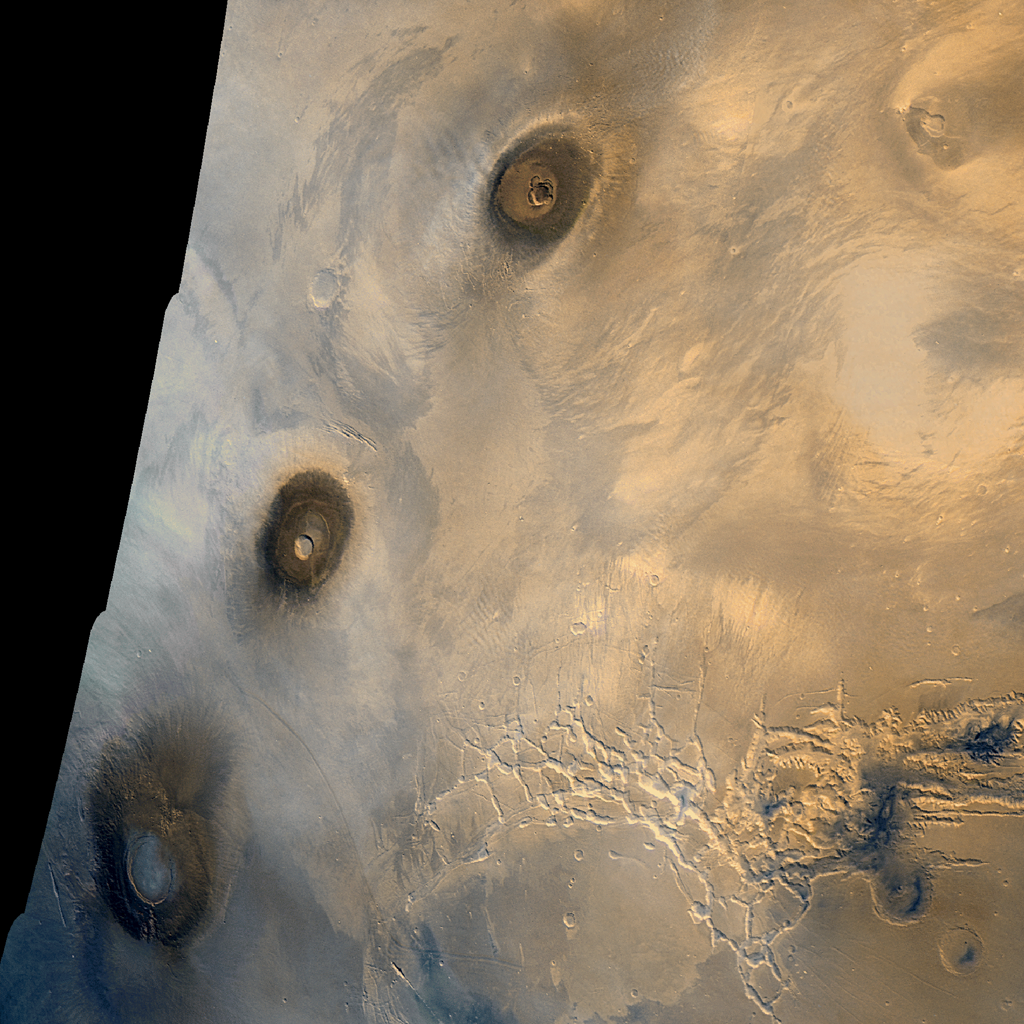
سه آتشفشان با هم کوه‌های تارسیس را تشکیل می‌دهند: کوه آرسیا (در جنوب), کوه طاووس (در وسط) و کوه آسکریوس (در شمال). تصویر از مدارگرد وایکینگ ۱ (۱۹۸۰).
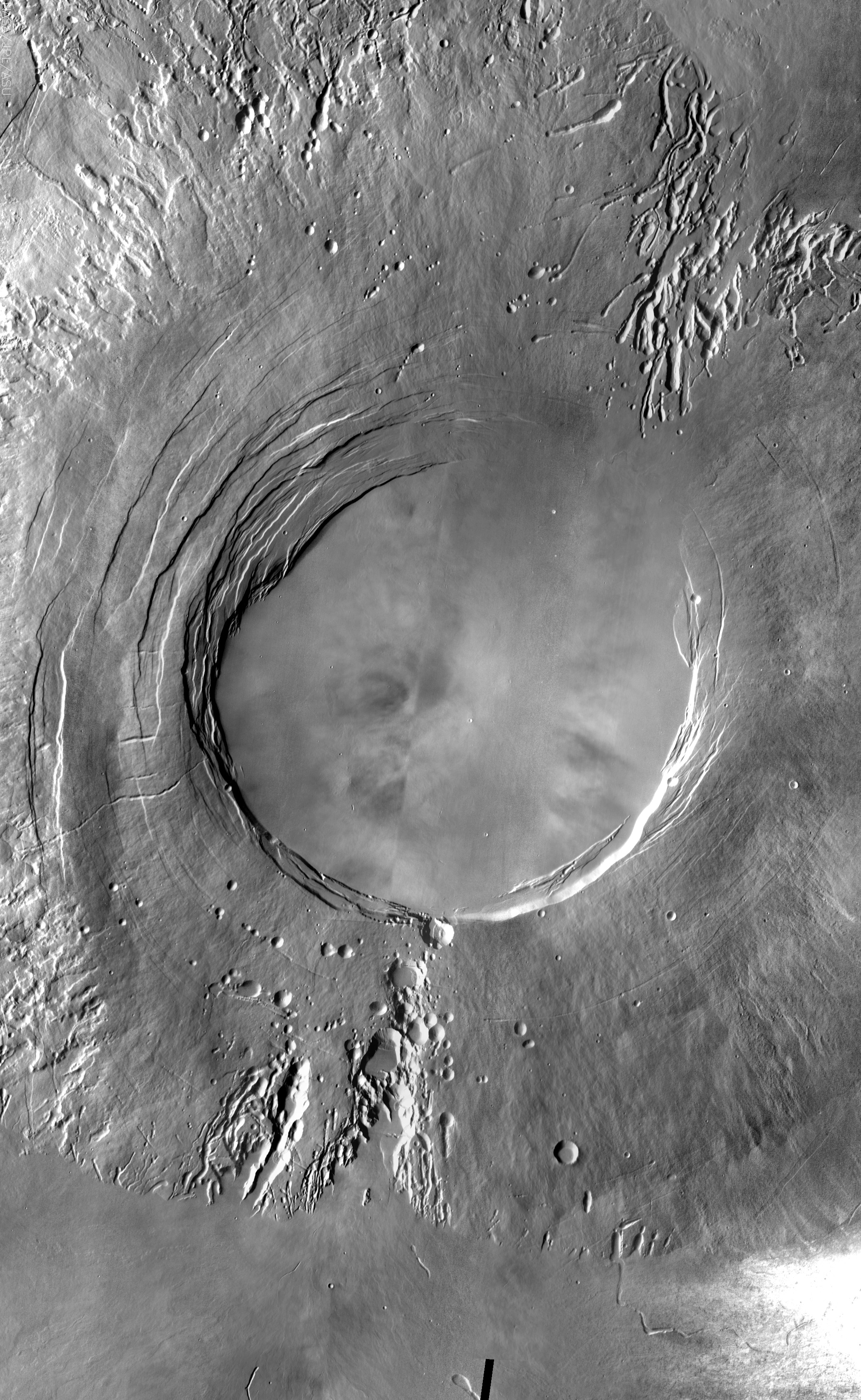
کوه آرسیا، جنوبی‌ترین قله کوه‌های تارسیس.
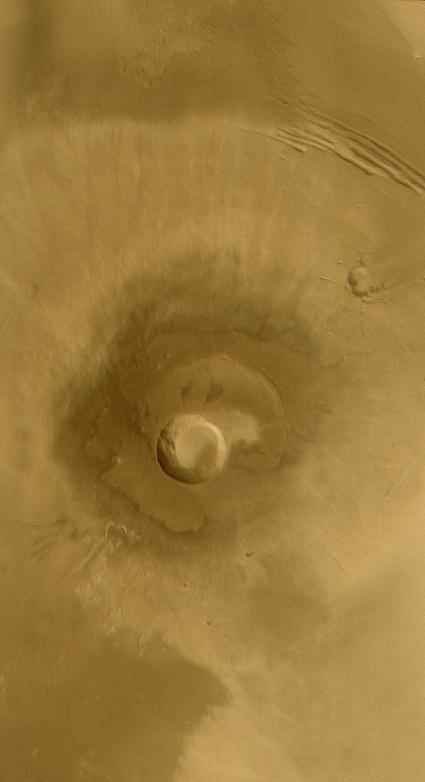
کوه طاووس، قله مرکزی کوه‌های تارسیس.
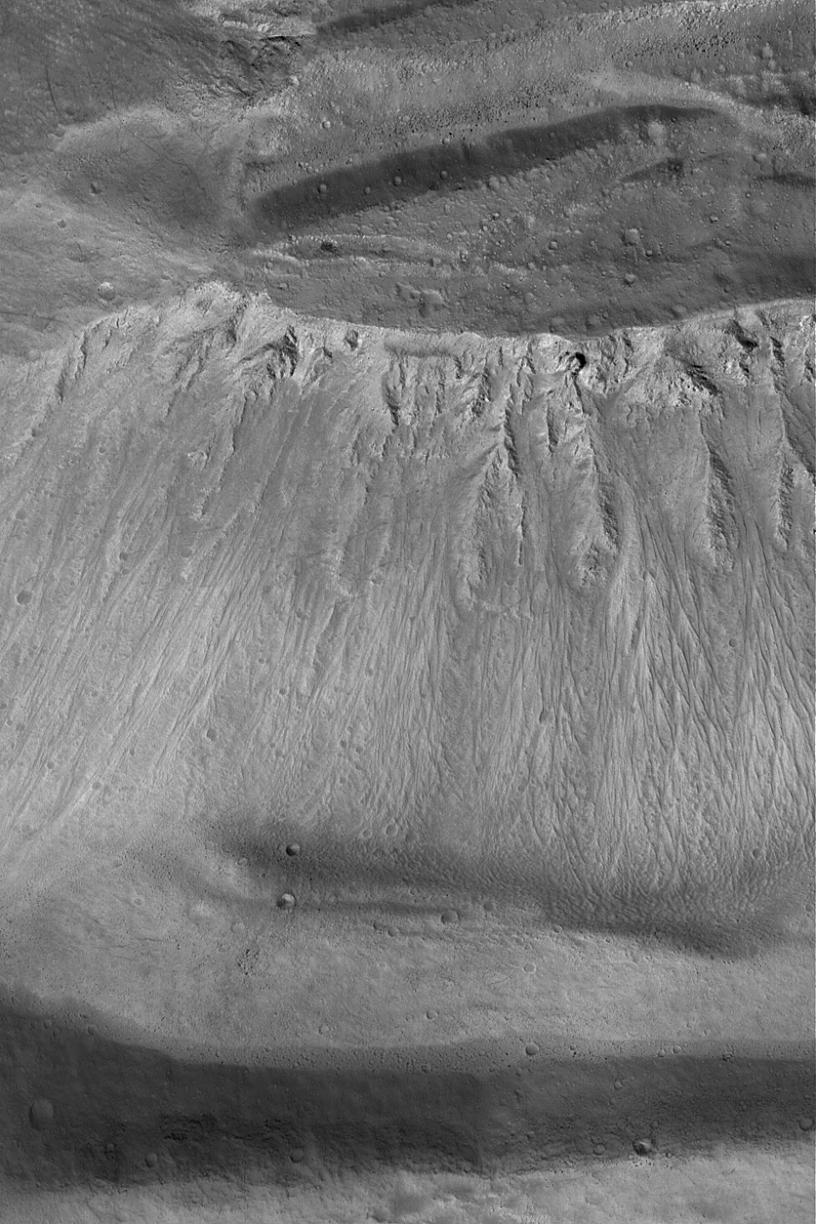
دهانه کوه آسکریوس، شمالی‌ترین قله کوه‌های تارسیس.